# Vreugd en Rust (landgoed)
Vreugd en Rust is een villa en voormalig landgoed in de Nederlandse plaats Voorburg. Het was ouderlijk huis van de negentiende-eeuwse politicus Guillaume Groen van Prinsterer. Na 1917 kwam het in gebruik als school en hotel-restaurant. Een aanzienlijk deel van de tuin werd toen het openbaar park 'Vreugd en Rust'. Bij de villa bevindt zich een hertenkamp. Aan de overkant van het Oosteinde staat de voormalige oranjerie, later een theehuis en sinds 2000 in gebruik als brasserie. Het hoofdgebouw, de oranjerie, het park en diverse elementen daarin zijn sinds 2005 opgenomen in het rijksmonumentenregister.

## Ontstaan
Vanaf de zeventiende eeuw werden langs de Vliet in Voorburg verschillende buitenplaatsen gebouwd door welgestelde inwoners van Den Haag. Op de plaats van een bestaande boerderij liet Pieter van Groeneveldt rond 1686 een herenhuis bouwen. Dit werd in een verkoopakte uit 1735 voor het eerst 'Vreugd en Rust' genoemd. Begin 18e eeuw werden door opeenvolgende eigenaren stukken grond aan de Vliet opgekocht. Een van de eigenaren breidde het grondbezit zodanig uit dat er een kilometers lange zichtlijn naar Huis ten Bosch ontstond. Deze is tegenwoordig nog te herkennen als een doorlopende groenstrook, bestaande uit gemeentelijke parken, tussen het Haagse Bos en de Vliet. De tuin werd door J.D. Zocher jr. rond 1830 ingericht met gebogen waterpartijen en wandelpaden.

## Villa
Het hoofdgebouw staat tussen het huidige Oosteinde (voorheen 'Voorweg') en de Vliet. De villa dateert uit de 18e eeuw, is gebouwd in classicistische stijl en in 1852 uitgebreid met twee rechthoekige zijvleugels in neoclassistische stijl. Het trappenhuis en de gang zijn in rococostijl; enkele kamers hebben stucplafonds in empirestijl.
Eigenaren waren achtereenvolgens Arnoldus Adianus van Tets, Hester van Staphorst, haar dochter Adriana Hendrika Caan, Cornelia Adriana Groen van Prinsterer en Jacqueline Adriane Henriette Hofman. De laatste particuliere bezitter verkocht het landgoed in 1917 aan de gemeente Den Haag. 

## Andere bestemming
De tuin werd na 1917 een publiek park, de oranjerie een theeschenkerij. In de villa was van 1938 tot 1975 een montessorischool gevestigd. In het deel van de tuin tussen de huidige Parkweg (voorheen 'Achterweg') en Noordenburglaan werd in 1937 als werkverschaffingsproject het Juliana-Bernhardpark ingericht. Op een dam in de vijver werd de 'Juliana en Bernhardbank' gebouwd, ontworpen door- en met beeldhouwwerk van Albert Termote. De paviljoens en de koepel in het tuindeel aan de Vliet zijn verdwenen; de waterpartijen van Zocher zijn nog aanwezig. In 1950 kwam er een hertenkamp tot stand dat is uitgegroeid tot een dierenparkje met een dierenverblijf in classicistische stijl. In 1961 werd het voormalige landgoed aangekocht door de gemeente Voorburg die veel bij het oude liet. In de gemetselde hekpijlers van het landgoed, nu de ingang van park Vreugd en Rust aan de Parkweg, werd in 1973 een smeedijzeren toegangshek geplaatst. Dit sierhek was oorspronkelijk gemaakt voor de Wereldtentoonstelling van 1910 in Brussel, en had naderhand op buitenplaats Hoekenburg gestaan. In het park staan verschillende sculpturen.
In het gedeelte van de tuin tussen de huidige Parkweg en Oosteinde lag een ommuurde moestuin, die in 1929 in gebruik is genomen als tenniscomplex.
Tussen 1987 en 1989 werd het hoofdgebouw grondig gerenoveerd. Daarna is het in gebruik genomen als hotel-restaurant, achtereenvolgens onder de naam Vreugd en Rust, Savelberg en Central Park. In de voormalige oranjerie is 'Brasserie De Koepel' gevestigd.
Arentsburgh · Damsigt · Duivenstein · Eemwijk · Heeswijk · Hoekenburg · Hoekvliet · Hofwijck · In de Wereldt is veel Gevaer · Leeuwensteijn · De Loo · Middenburg · Middendorp · Noordervliet · Rusthof · Schoonoord · Sionslust · Vliet en Burgh · Vreugd en Rust · Vrijburg · De Werve